# Soleil Média
Soleil Média était une station de radio associative diffusant à Reims sur 96.2 FM puis à Châlons-en-Champagne et à Épernay sur 88.3 FM. Elle était adhérente au réseau Radio France internationale et ses émissions étaient notamment principalement consacrées aux musiques afro-antillaises.
À la suite de difficultés financières, la radio a cessé plusieurs fois sa diffusion sur Reims et n'a que très peu émis sur sa fréquence d'Epernay. La radio a été mise en liquidation judiciaire en 2011 et a cessé définitivement sa diffusion au début de janvier 2012. Sa fréquence rémoise a été réattribuée le 13 juin 2012 à Radio Nova, celle d'Épernay à Jazz Radio.